# Naturpark Altmühltal

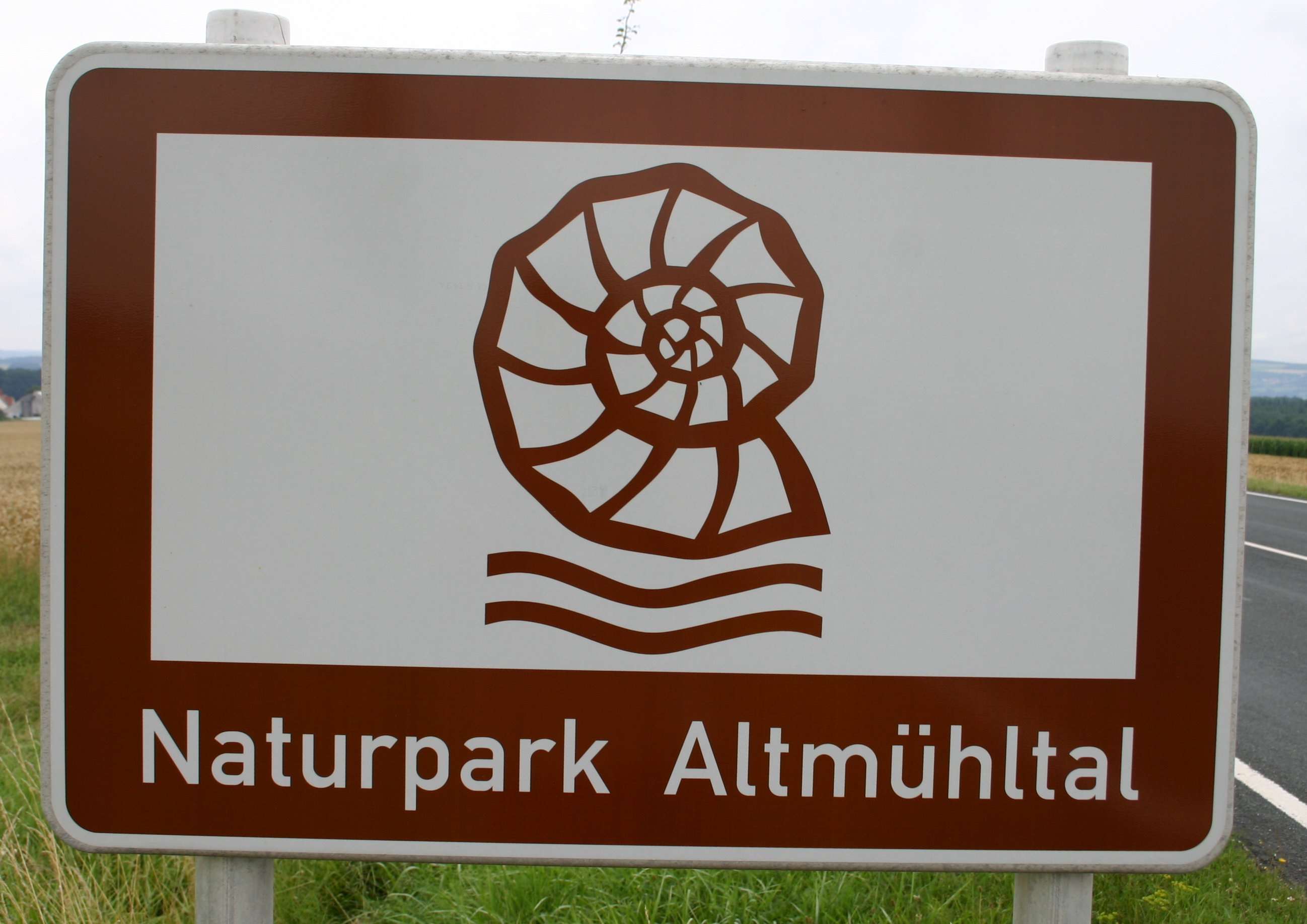
Touristischer Hinweis

Der Naturpark Altmühltal ist ein 2962 km² großer Naturpark in Bayern, dessen Ausdehnung fast deckungsgleich mit der naturräumlichen Haupteinheit Südliche Frankenalb ist. Er liegt unmittelbar nördlich der an der Donau gelegenen Großstadt Ingolstadt und wird vom namensgebenden Altmühltal in eine Nord- und eine Südhälfte unterteilt.
Der Naturpark wurde am 25. Juli 1969 in Pappenheim vom Verein „Naturpark Altmühltal (Südliche Frankenalb)“ ins Leben gerufen. Nach den Naturparks Schwarzwald Mitte/Nord, Bergstraße-Odenwald und Südschwarzwald ist er der viertgrößte Naturpark Deutschlands.

## Geographie

### Lage

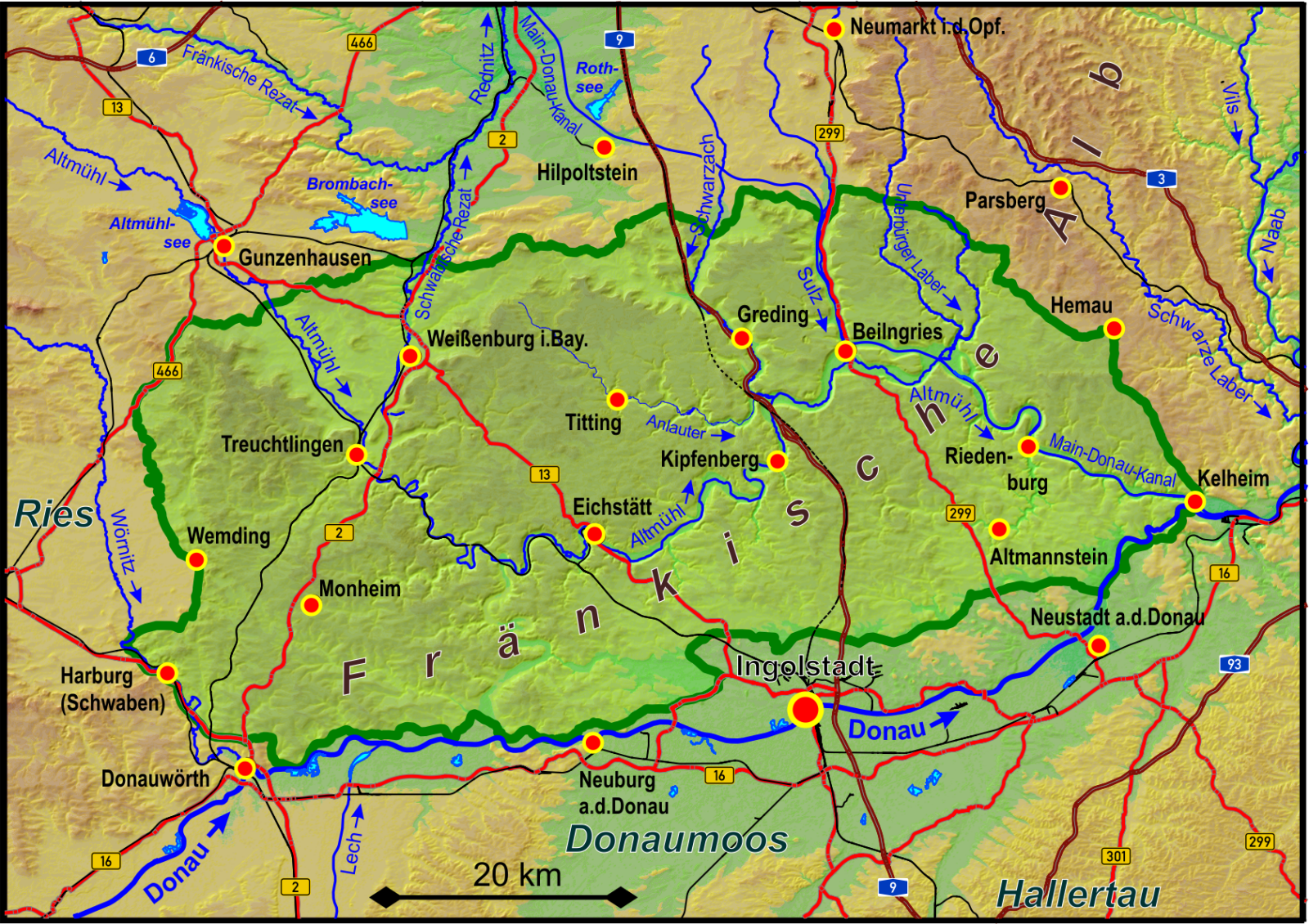
Lage und Topografie des Naturparks

Der Naturpark Altmühltal liegt in den Regierungsbezirken Mittelfranken, Oberbayern, Niederbayern, Schwaben und Oberpfalz. Er erstreckt sich zum Großteil im Landkreis Eichstätt, darüber hinaus in den Landkreisen Weißenburg-Gunzenhausen, Donau-Ries, Neumarkt, Regensburg, Roth, Kelheim und Neuburg-Schrobenhausen sowie mit Kleinteilen im Gebiet der kreisfreien Stadt Ingolstadt.
Der Naturpark liegt zwischen Pleinfeld im Norden, Kelheim im Südosten, Ingolstadt im Süden und Donauwörth im Südwesten; diese vier Ortschaften liegen unmittelbar an der Parkgrenze. Zentraler Parkort ist Eichstätt. Etwa in West-Ost-Richtung durch den Naturpark fließt die namensgebende Altmühl, die in ihrem Unterlauf Teil des Main-Donau-Kanals ist und am südöstlichen Parkrand nach Durchfließen der Kelheimer Kernstadt in die unmittelbar südlich des Parks verlaufende Donau mündet.

### Städte und Gemeinden
Städte und Gemeinden innerhalb oder am Rand des Naturpark Altmühltal sind:
| - Altmannstein - Beilngries - Berching - Dietfurt an der Altmühl - Dietfurt in Mittelfranken - Dollnstein - Eichstätt - Essing - Ellingen - Greding - Gunzenhausen - Hemau - Kelheim - Kinding - Kipfenberg | - Marxheim - Monheim - Mörnsheim - Neuburg an der Donau - Pappenheim - Rennertshofen - Riedenburg - Thalmässing - Titting - Treuchtlingen - Weißenburg - Wellheim - Wemding - Walting |

## Landschaft

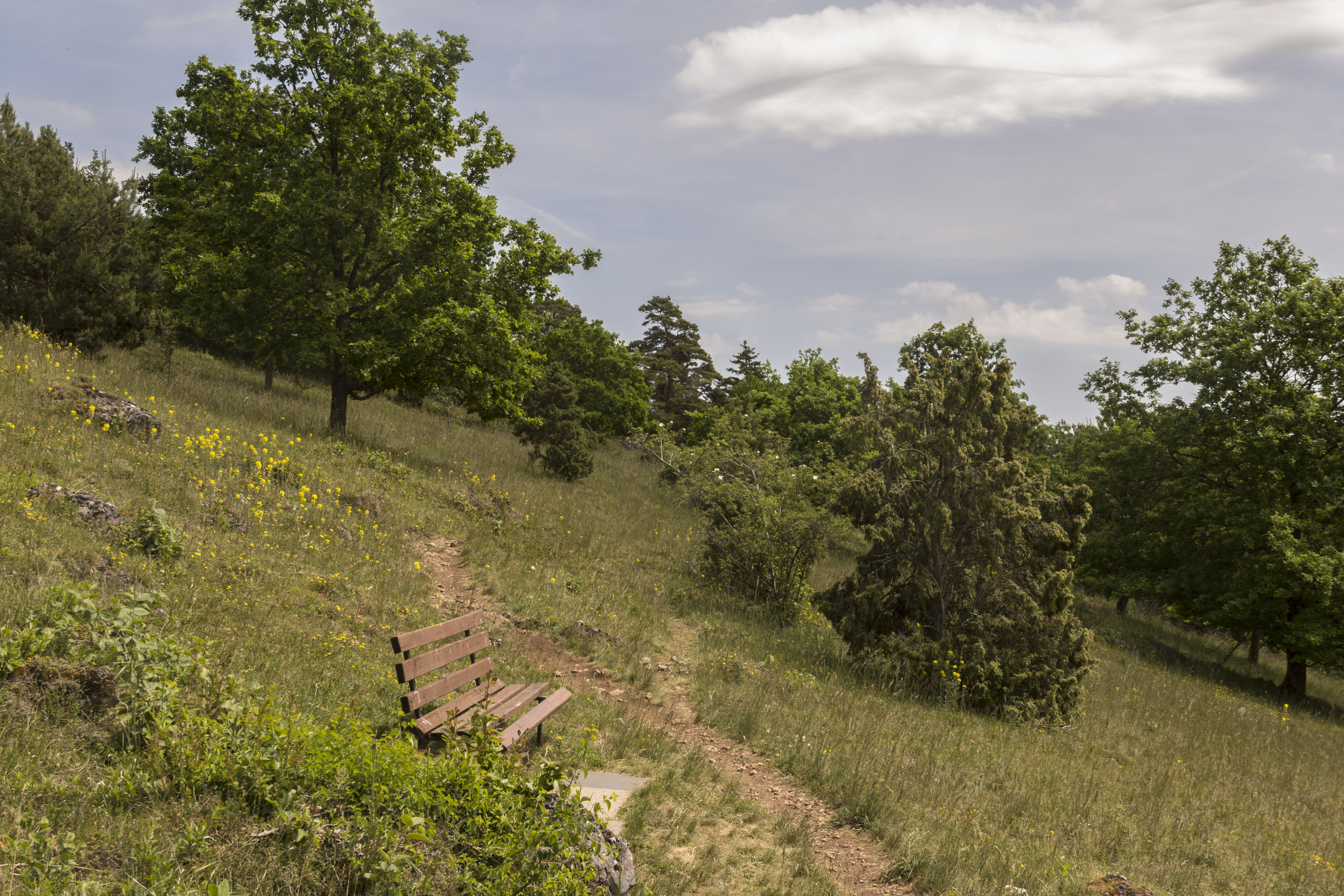
Typische Wacholderheide

Der Naturpark ist geprägt von den Mittelgebirgslandschaften der Südlichen Frankenalb. Typische Landschaftsmerkmale sind Trockenrasen, Wacholderheide, Feuchtwiesen, Felsen, Karsthöhlen und Steinbrüche. Etwa die Hälfte der Naturparkfläche ist bewaldet. Die Altmühl fließt durch den Naturpark. Der Bau des 1992 eröffneten Main-Donau-Kanals durch das Altmühltal war politisch umstritten. Es wurde versucht, entlang der geschwungenen Linienführung natürliche Uferzonen zu schaffen und Feuchtbiotope wieder entstehen zu lassen. Das einstige Flussbett der Altmühl wurde zu Altwassern umfunktioniert, so dass die Landschaft um den Kanal heute auf den ersten Blick wie ein Naturidyll wirkt. Trotzdem war der Bau des Kanals ein schwerwiegender ökologischer Eingriff.

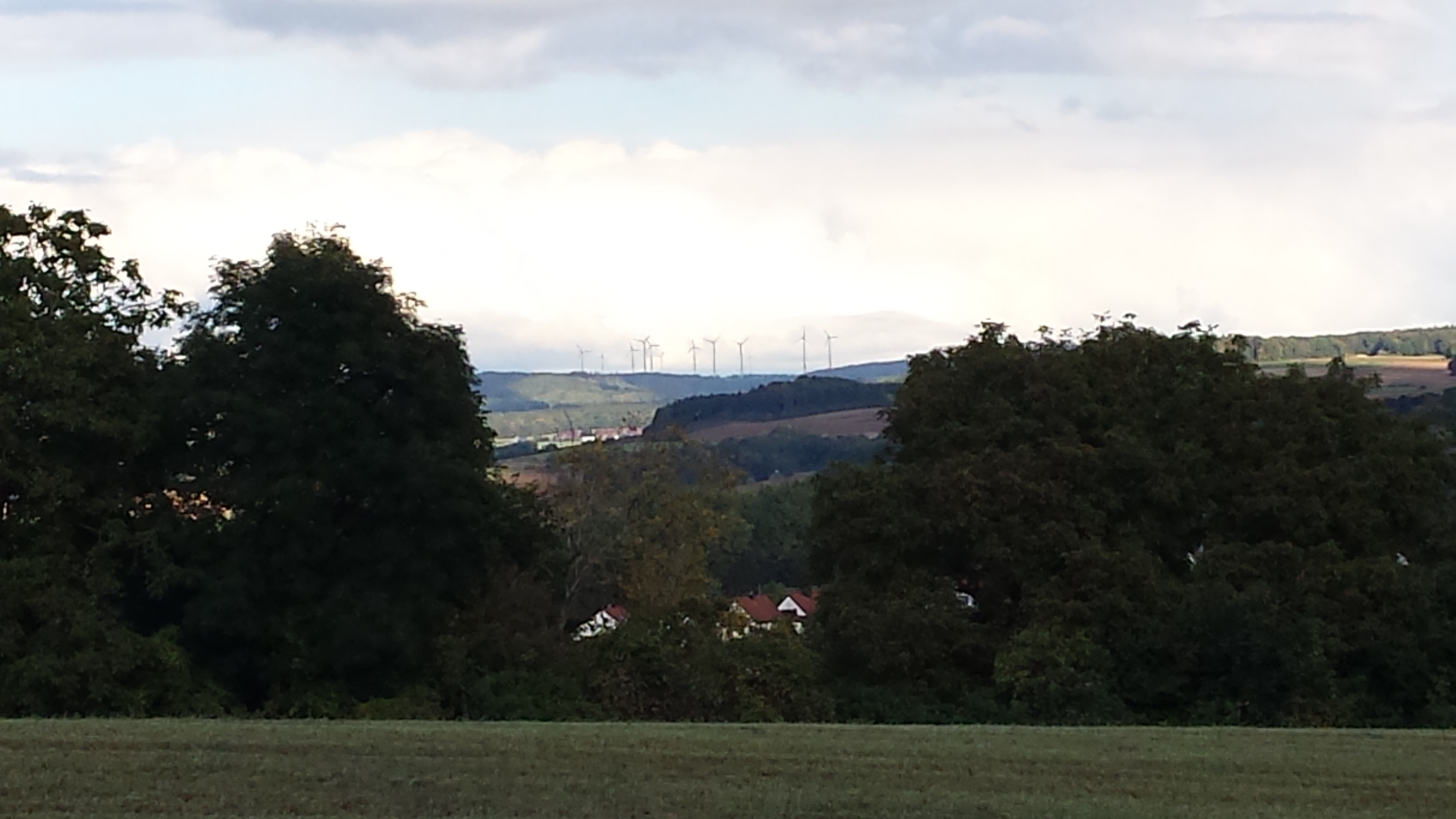
Blick aus 15 km Entfernung von einer Anhöhe bei Oettingen zum Windpark Hahnenkamm bei Degersheim

Seit Beginn dieses Jahrhunderts verändern die im Rahmen der Energiewende errichteten Windkraftanlagen zunehmend den Charakter des Naturparks und von Landschaftsschutzgebieten. Im Gebiet des Naturparks hat der Windpark Hahnenkamm, der bei Degersheim liegt, seit 2011 zwölf Windkraftanlagen. 2001 begann der Bau des Windparks Weißenburg-Oberhochstatt, der seit 2014 aus zehn Rotoren besteht. Im Juni 2016 erfolgte innerhalb des Landschaftsschutzgebiets Schutzzone im Naturpark Altmühltal im Raitenbucher Forst der Spatenstich für „Bayerns größten Wald-Windpark“, der aus „zehn großen Windkraftanlagen“ bestehen soll.

## Schutzgebiete

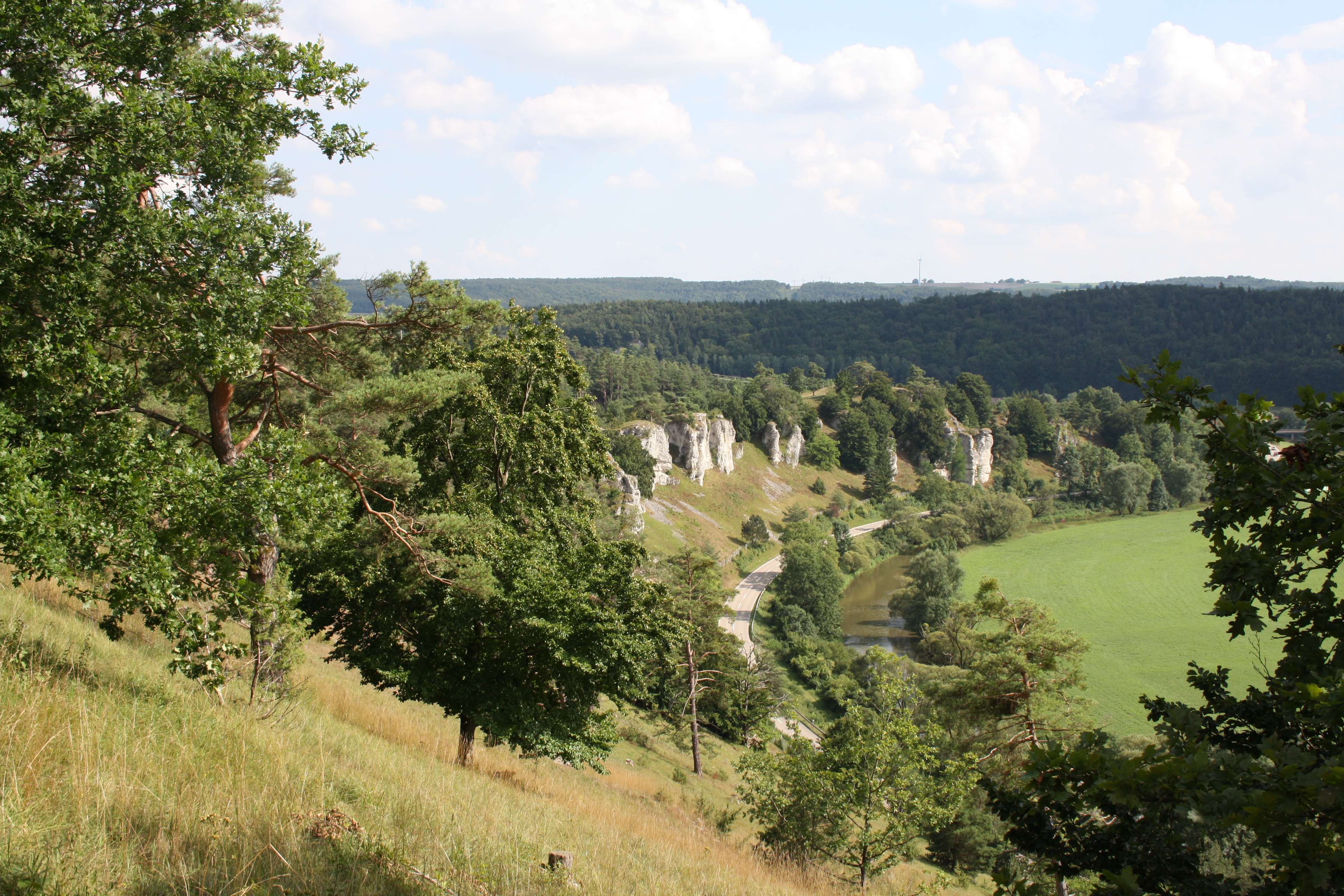
NSG „Zwölf Apostel“

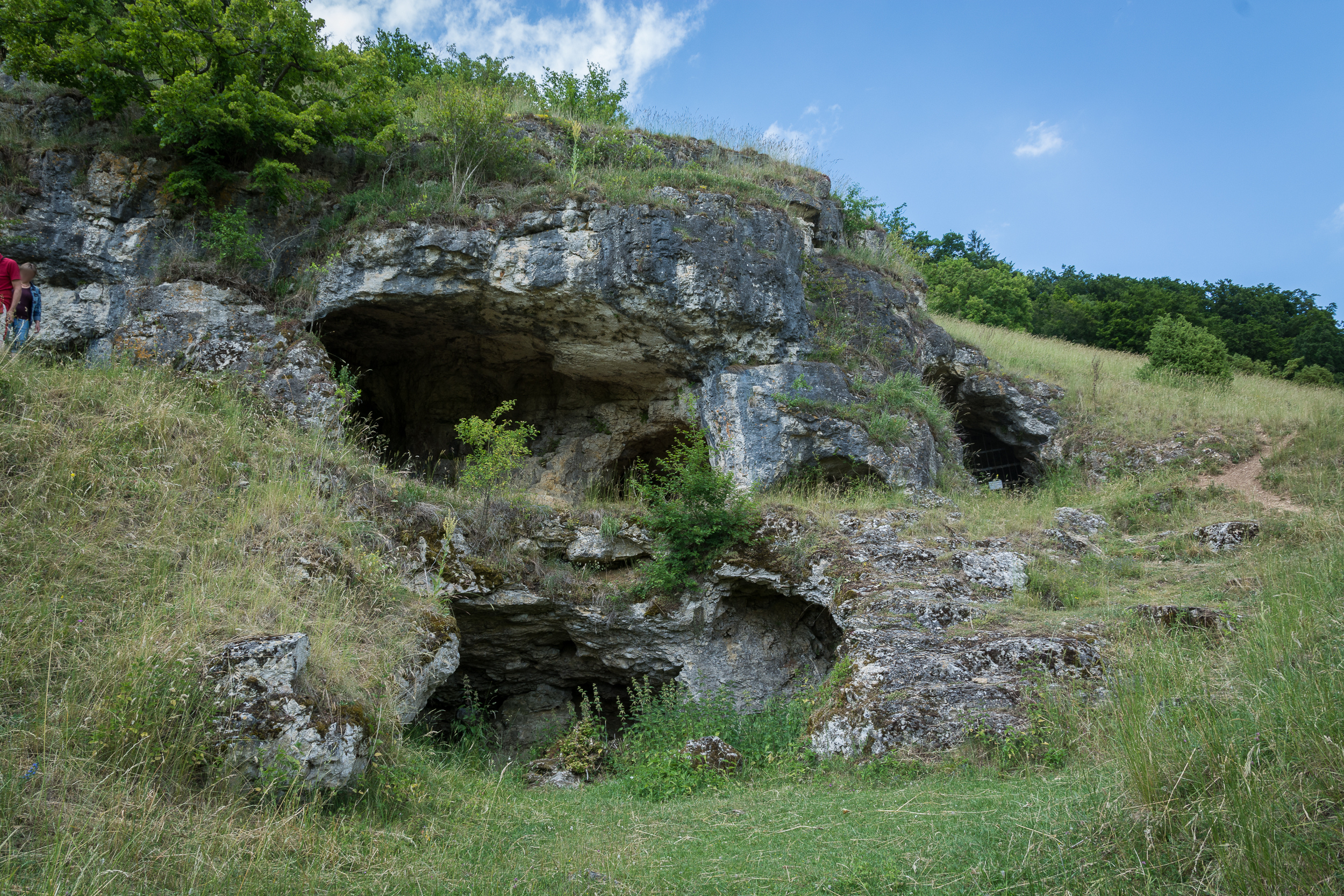
Mauerner Höhlen

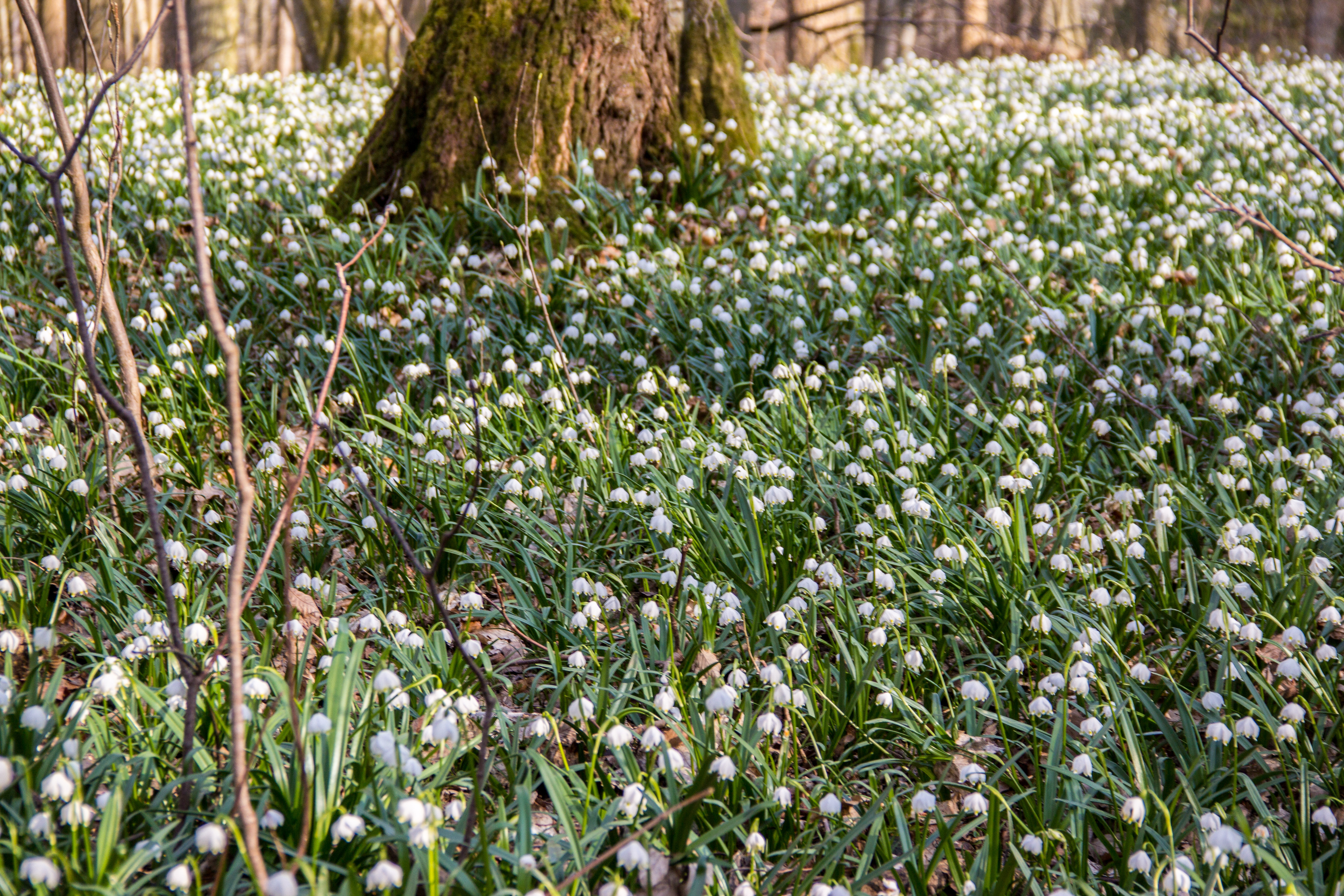
Der Märzenbecherwald

Ein großer Teil (1632,9606 km²) des Naturparks ist als Landschaftsschutzgebiet Schutzzone im Naturpark Altmühltal (LSG-00565.01, WDPA: 396115) ausgewiesen.
Ergänzend finden sich hier auch zahlreiche Naturschutzgebiete.
- Albtrauf bei Pollanten (NSG-00148.01)
- Arnsberger Leite (NSG-00271.01)
- Arzberg bei Beilngries (NSG-00747.01)
- Bach und Schluchtwald bei Untermässing (NSG-00447.01)
- Buchleite bei Markt Berolzheim (NSG-00465.01)
- Finkenstein (NSG-00201.01)
- Eichen-Hainbuchenwald Laubenbuch bei Rothenstein (NSG-00266.01)
- Gungoldinger Wacholderheide (NSG-00076.01)
- Hirschberg und Altmühlleiten (NSG-00503.01)
- Juratrockenhang mit der Felsgruppe Zwölf Apostel (NSG-00216.01)
- Klamm und Kastlhäng (NSG-00088.01)
- Kreutberg bei Altmannstein (NSG-00247.01)
- Kuhbachtal bei Hausen (NSG-00502.01)
- Ludwigshain (NSG-00008.01)
- Märzenbecherwald bei Ettenstatt (NSG-00337.01)
- Mauerner Höhlen (NSG-00124.01)
- Priel (NSG-00283.01)
- Quellhorizonte und Magerrasen am Albtrauf bei Niederhofen (NSG-00275.01)
- Schambachried (NSG-00099.01)
- Schloß Prunn (NSG-00075.01)
- Schulerloch (NSG-00087.01)
- Steinerne Rinne bei Wolfsbronn (NSG-00213.01)
- Thalachwiesen (NSG-00426.01)
- Trockenhänge bei Dollnstein (NSG-00133.01)
- Weltenburger Enge (NSG-00089.01)
- Wolfsberg bei Dietfurt (NSG-00436.01)

## Freizeit

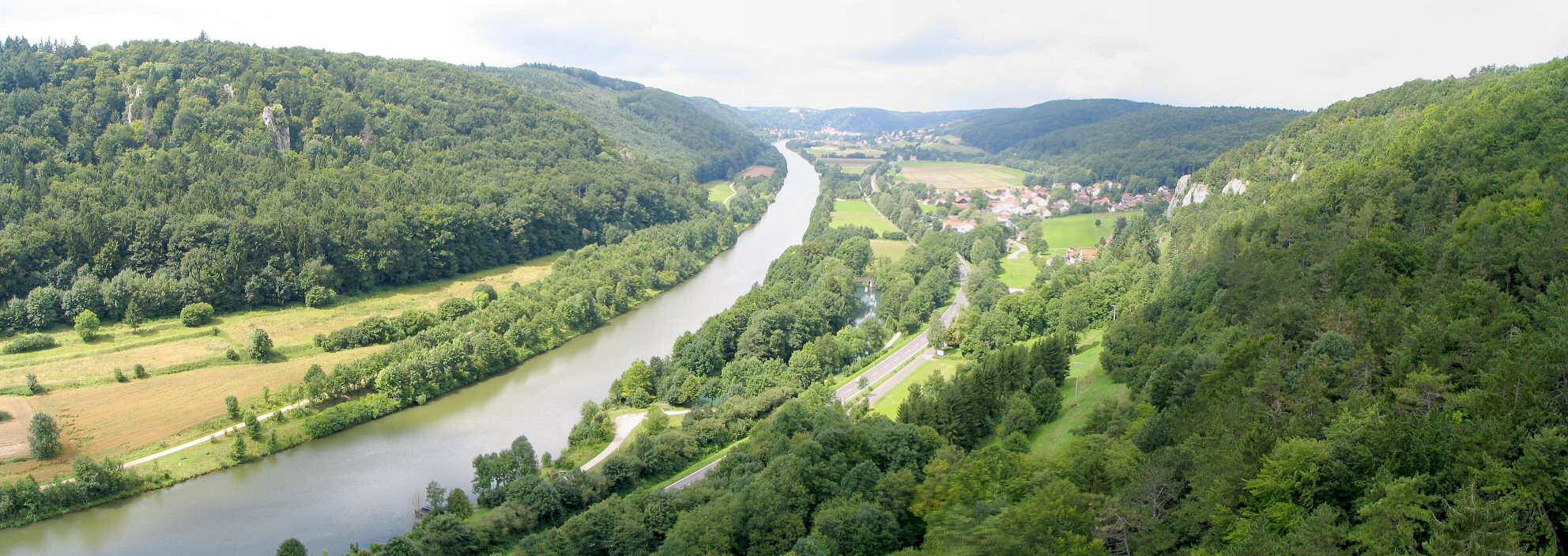
Blick ins Altmühltal von Burg Prunn

Freizeitmöglichkeiten sind Schifffahrten am Main-Donau-Kanal, Bootwandern, Radfahren, Wandern, Klettern, Segelfliegen sowie die Beschäftigung mit den fossilen Schätzen aus den Jura-Steinbrüchen und die Besichtigung keltischer Besiedlungsspuren und alter römischer Zeugnisse. Nahegelegene Ausflugsziele sind z. B. der benachbarte Geopark Ries oder das Fränkische Seenland.

## Aktivitäten

### Wandern
- Altmühltal-Panoramaweg: Seit dem Jahr 2005 führt der Altmühltal-Panoramaweg von Gunzenhausen nach Kelheim. Auf der 200 km langen Strecke wandert man unter anderem durch die Städte/Ortschaften Treuchtlingen, Pappenheim, Eichstätt, Kipfenberg, Beilngries und Riedenburg. Seit 2006 ist diese beliebteste Wanderroute im Naturpark Altmühltal durch den Verband Deutscher Gebirgs- und Wandervereine als „Qualitätsweg Wanderbares Deutschland“ ausgezeichnet.
- Frankenweg (520 km): Von Untereichenstein nach Harburg (Schwaben), im Naturpark Altmühltal im Norden und Osten (Neumarkt, Greding, Thalmässing, Weißenburg, Treuchtlingen, Wemding, Harburg).
- Jakobsweg von Nürnberg nach Eichstätt (97 km): Von Nürnberg über Thalmässing nach Eichstätt. Ca. 35 km des Weges führen durch den Naturpark Altmühltal.
- Der ostbayerische Jakobsweg (155 km) von Eschlkam nach Donauwörth. Er führt von Kelheim bis Donauwörth durch den Naturpark Altmühltal.
- Jurasteig (230 km): Dieser Wanderweg ist ein Rundweg durch den Oberpfälzer Jura. 70 km davon verlaufen durch den Naturpark Altmühltal.
- Limeswanderweg oder Limesweg (115 km): Er führt entlang des Limes von Wilburgstetten bis Bad Gögging, einem Ortsteil von Neustadt an der Donau. Dabei wandert man entlang von Wacholderheiden oder Buchenwäldern, freigelegten römischen Thermen, rekonstruierten Wachttürmen und Limeskastellen.

### Radfahren
- Altmühltal-Radweg (166 km): Relativ flache Strecke entlang der Altmühl
- Deutscher Limes-Radweg (818 km): Von Bad Hönningen nach Regensburg. Dabei verlaufen 115 km durch den Naturpark Altmühltal zwischen Theilenhofen und Kelheim entlang des Limes.

### Klettern

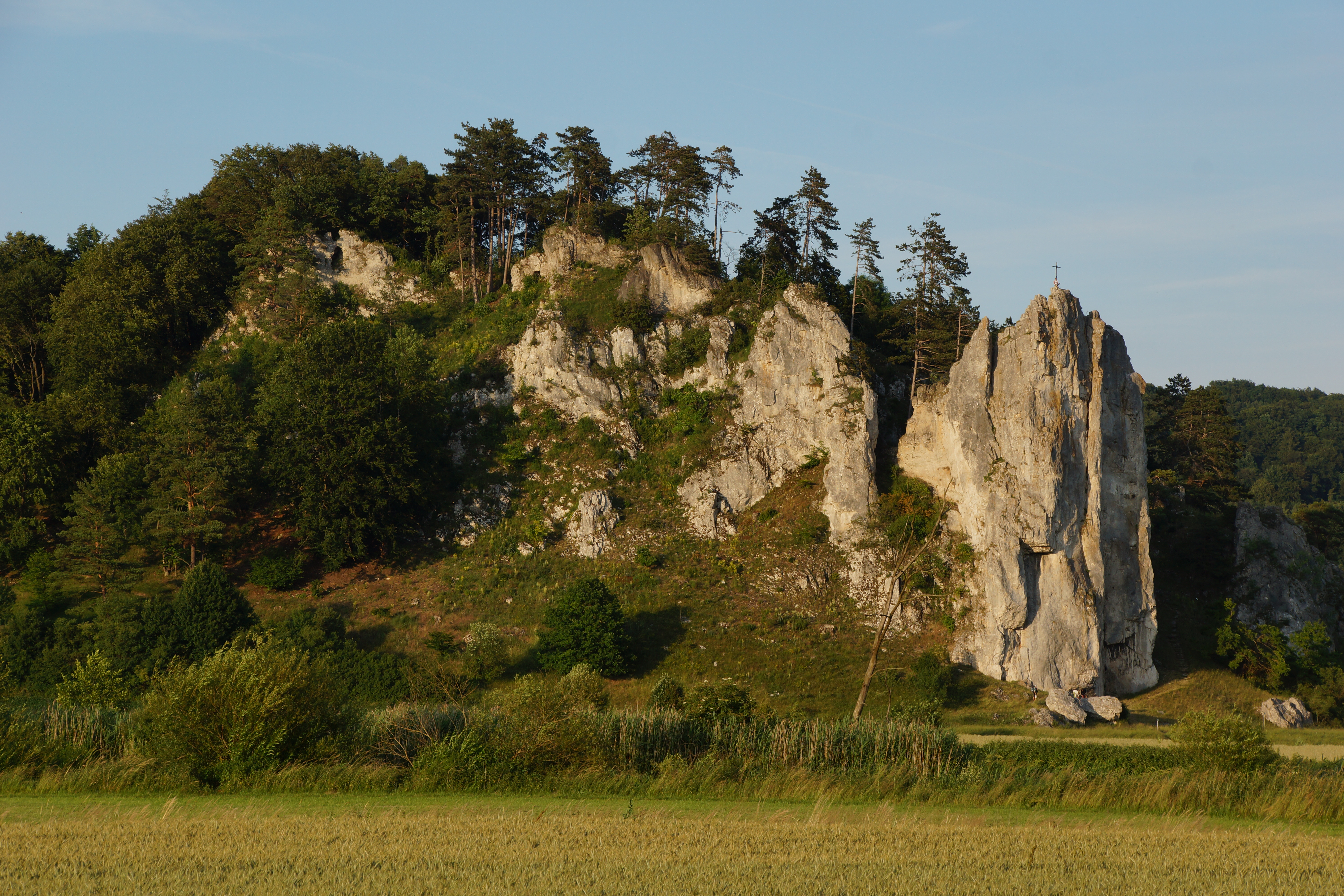
Burgstein bei Dollnstein

Im Frankenjura finden sich für jeden Klettertyp geeignete Routen.
- Dollnstein: Burgstein mit über 30 Routen
- Konstein/Aicha: Dohlenfelsen (59 Touren/35 Meter), Turm Madonna (16 Routen/25 Meter); Kinderkletterfelsen „Asterix und Obelix“
- Hochseilgärten: Naturerlebnis- und Waldhochseilgarten am Beilngrieser Hirschberg, Hochseilpark Pappenheim, Hochseilgarten Sausthal

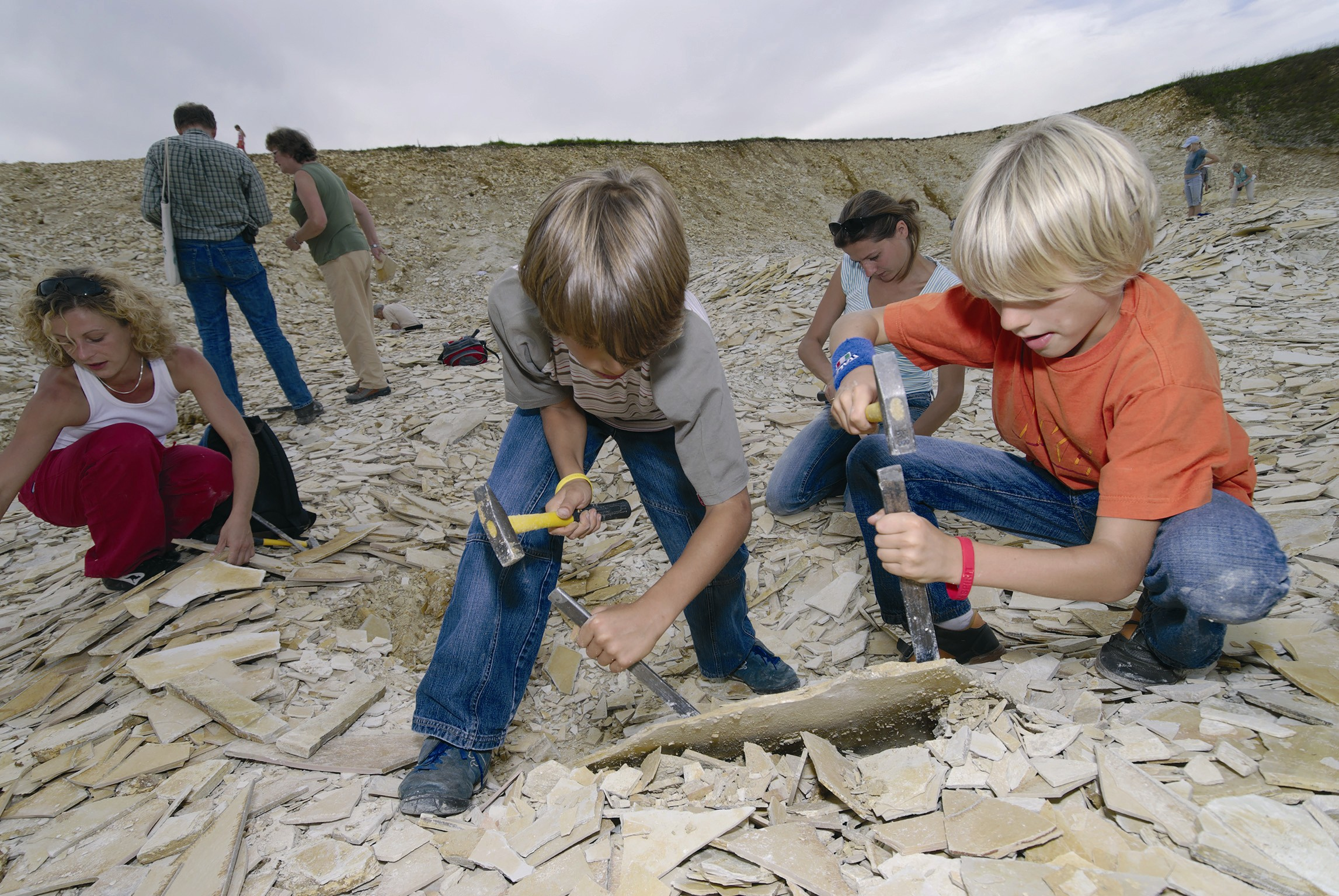
Kinder beim Fossiliensammeln im Altmühltal

## Fossilien
Im Naturpark Altmühltal gibt es zahlreiche Steinbrüche, in denen Plattenkalk abgebaut wird. Diese Plattenkalke sind aus den Lagunen des Jurameers entstanden und so sind hier auch zahlreiche Versteinerungen zu finden. Besuchersteinbrüche bieten die Möglichkeit, selbst auf Entdeckungsreise nach Fossilien zu gehen.